# کامینی کاشال
کامینی کاشال (انگلیسی: Kamini Kaushal؛ زادهٔ ۱۶ ژانویهٔ ۱۹۲۷) یک هنرپیشه اهل هند است.
وی همچنین برنده جوایزی همچون جایزه فیلم‌فیر بهترین بازیگر زن (۱۹۵۵) و جایزه فیلم‌فیر یک عمر دستاورد (۲۰۱۵) شده‌است.
او در فیلم هر دلی که عاشق بشه بازی کرده‌است.

## فیلم‌شناسی
فهرست برخی از فیلم‌هایی که کامینی کاشال در آن‌ها به ایفای نقش پرداخته‌است:
- هر دلی که عاشق بشه
- آرام آرام
- گمراه
- غذا، لباس و سرپناه
- آتش
- هدیه
- شهید
- بخشش
- طلای نقره‌ای
- کبیر سینگ
- یقین
- آدم و انسان
- عشق زور ندارد
- ده عدد
- زاهد تارک دنیا
- شهر عشق
- وارث
- بیرج عروس
- یک شب بارانی
- زندان سفر
- سر و صدا
- یک‌دنده
- نامناسب
- هزار رنگ ما
- دنبال‌کننده حواصیل